# Night Shades
Night Shades är Cobra Starships fjärde studioalbum och släpptes 29 augusti 2011 genom Fueled By Ramen och Decaydance Records. Albumets första singel blev låten "You Make Me Feel..." där den kvinnliga artisten Sabi är med som släpptes 10 maj 2011. Albumet släppte även två andra singlar, därav "Middle Finger" som artisten Mac Miller är med i. Och så låten "#1Nite (One Night)".
Namnet är på engelska det vardagliga namnet för solanaceae, på svenska potatisväxter.
Albumet hamnade på nummer 50 på den amerikanska Billboard 200 listan, med 9000 sålda album på sin första vecka. Men hamnade sen ända ner till 185:e plats på den andra veckan. Cobra Starship spelade på MTV Music Video Awards där de uppträdde sin singel "You Make Me Feel..." som hamnade sen på topp 10 listan på den amerikanska Billboard Hot 100 vilket blev deras andra hit låt på topp 10 listan som nummer 7. En musikvideo gjordes för låten "You Make Me Feel..." som idag har över 54 miljoner visningar på Youtube.
 Bandet var förband och öppnade åt artisten Justin Bieber i oktober när de spelade i Sydamerika.

## Lålista
1. "You Belong to Me" - 4:35

2. "You Make Me Feel..." (med Sabi) - 3:36

3. "#1Nite (One Night)" - 3:39

4. "Fool Like Me" (med Plastiscines) - 3:40

5. "Anything For Love" - 4:11

6. "Middle Finger" (med Mac Miller) - 3:33

7. "Don't Blame The World, It's The DJ's Fault"  - 3:36

8. "Fucked in Love" - 4:17

9. "Disaster Boy" - 3:44

10. "Shwick" (med Jump Into the Gospel) - 4:42